# 沃什伯恩山
沃什伯恩山（英語：Mount Washburn），是美國懷俄明州黃石國家公園沃什伯恩山脈最高的山峰，海拔高度為3115公尺。這座山峰於1870年命名為沃什伯恩山，是為了紀念沃什伯恩-蘭福德-多恩探險隊的領隊亨利·達納·沃什伯恩。其主山脈是完全位於黃石國家公園邊界的兩座山脈之一（另一座為紅山（Red Mountains））。